# Economia del Perú
L'economia del Perú és un reflex de la seva variada geografia - un litoral àrid, els Andes més a l'interior, i la selva Amazònica que s'estén fins a la frontera amb Colòmbia i Brasil. El país té abundants recursos minerals a les regions de muntanya, i el seu litoral és ric en peix. Tradicionalment, el país s'ha basat tradicionalment en l'explotació, processament i exportació de recursos naturals, principalment miners, agrícoles i pesquers. No obstant això, en els últims anys s'observa una molt important diversificació i un notable creixement en sectors com agroindústria, serveis i indústries lleugeres, amb important valor agregat.
La majoria dels peruans vivien de l'explotació, transformació i exportació dels recursos naturals, de l'agricultura i dels serveis. Les polítiques d'industrialització realitzats en els 50, 60 i sobretot els 70, basats en la substitució d'importacions, van tenir un efecte poc notable. La forta crisi econòmica de finals dels 80, va aguditzar encara més els problemes, fins a l'aplicació d'una dràstica política d'obertura neoliberal i correcció dels comptes fiscals en els 90, la qual cosa ha permès l'enlairament econòmic del país.
Després de més de 15 anys d'aplicació d'aquestes mesures econòmiques, i enfront d'una economia mundial en expansió, van començar a aparèixer resultats positius recolzats per la conjuntura internacional, però també per un adequat ordenament en els comptes interns: l'economia va créixer més de 4% a l'any entre el 2002 i el 2006, amb una taxa de canvi estable i una baixa inflació. El creixement va saltar per 9% a l'any entre el 2007 i 2008, ajudat per l'alça dels preus internacionals dels metalls i les agressives polítiques de liberalització. Les exportacions ho van fer en més de 27% arribant a US$31,500 milions, la inversió privada i pública va aconseguir el 21% del PIB, les reserves internacionals netes (inclòs l'or) van arribar als US$35,131 milions, els ingressos de l'Estat per recaptació d'impostos van augmentar en 33%, el deute respecte al PIB es va reduir notablement del 50% el 2000 al 24% el 2008, i el pressupost nacional va créixer en 50% en els últims cinc anys, fins a arribar als US$32,500 milions. No obstant això, el 2009 va haver-hi una caiguda del creixement per 1%, com a resultat de la recessió mundial. El ràpid creixement del país va ajudar a reduir en 15% la pobresa des del 2002, malgrat el desocupació romandre alt.